# Riot Games
Riot Games, Inc. es una desarrolladora y editora de videojuegos y organizador de torneos de deportes electrónicos estadounidense con sede en West Los Angeles, California. La empresa se fundó en septiembre de 2006 para desarrollar League of Legends, un videojuego multijugador de arena de batalla en línea. Desde su lanzamiento en 2009, la empresa ha producido varios videojuegos derivados de la misma franquicia. Para el videojuego, Riot Games opera 14 ligas de deportes electrónicos a nivel internacional y el Campeonato del Mundo de League of Legends. Hasta mayo de 2018, Riot Games tenía 24 oficinas en todo el mundo, en las que empleaba alrededor de 2500 personas. Desde 2011, Riot Games es una filial del conglomerado chino Tencent.
Riot Games ha recibido críticas por denuncias de discriminación de género y acoso sexual en el lugar de trabajo y, en consecuencia, por su uso del arbitraje forzoso en disputas.

## Historia
Los fundadores de Riot Games, Brandon "Ryze" Beck y Marc "Tryndamere" Merrill, se conocieron mientras eran estudiantes de negocios y compañeros de habitación en la Universidad del Sur de California, donde se hicieron amigos gracias a los videojuegos. Beck y Merrill creían que muchos desarrolladores se movían de juego en juego demasiado rápido, y pensaban que el éxito de Defense of the Ancients indicaba que los juegos podían ser monetizados y apoyarlos a largo plazo. También se inspiraron en los diseñadores de videojuegos asiáticos que cobraban por beneficios adicionales.
Beck y Merrill buscaron financiación en sus familias e inversores ángeles, recaudando 1,5 millones de dólares para lanzar su empresa. Riot Games fue fundada en septiembre de 2006, cuya oficina se ubicaba en un antiguo taller de maquinaria reformado debajo de un paso elevado de la Interestatal 405 en Santa Mónica, California. La primera persona reclutada por Riot Games fue Steve "Guinsoo" Feak, un desarrollador de DotA Allstars, un videojuego considerado fundamental para el género MOBA. A medida que refinaban la creación inicial de League of Legends, buscaron inversores en el plan para una empresa de videojuegos enraizada en el comercio electrónico. Merill dijo que se acercaron a los editores que estaban desconcertados por la falta de un modo para un jugador en el videojuego y el modelo de negocio gratuito. Después de varias rondas de financiación, recaudaron un total de 8 millones de dólares, incluidas las inversiones de las firmas de capital de riesgo Benchmark y FirstMark Capital, así como del holding chino Tencent, que más tarde se convertiría en el distribuidor de League of Legends en China.
Después de seis meses de pruebas beta, Riot Games lanzó League of Legends como un videojuego gratuito el 27 de octubre de 2009. Sus diseñadores de videojuegos y ejecutivos participaron en foros en línea para hacer ajustes basados en los comentarios de los jugadores. El 10 de mayo de 2010, Riot Games anunció que asumiría la distribución y operación de su juego en Europa; para hacerlo, Riot Games reubicó su sede europea desde Brighton a nuevas oficinas en Dublín. En febrero de 2011, Tencent invirtió 400 millones de dólares por una participación del 93 por ciento en Riot Games. Tencent compró el 7 por ciento restante el 16 de diciembre de 2015; el precio no fue revelado.
 

En 2012, en respuesta a la toxicidad y el acoso en League of Legends, Riot Games lanzó un "equipo de comportamiento de jugadores" conformado por psicólogos para combatir el acoso en su plataforma. Las tácticas de Riot Games para abordar problemas en League of Legends, que incluyeron una función de chat opcional entre jugadores rivales, informar a los jugadores baneados sobre el razonamiento detrás del mismo y crear un tribunal de jugadores para sopesar las prohibiciones, resultó en una disminución del 30 por ciento del comportamiento de acoso reportado. La eficacia de sus resultados ha sido cuestionada por los jugadores y la prensa de videojuegos. En 2013, League of Legends fue el videojuego de PC multijugador más jugado en el mundo. De 2014 a 2016, el número de jugadores activos de League of Legends creció de 67 millones a más de 100 millones. 

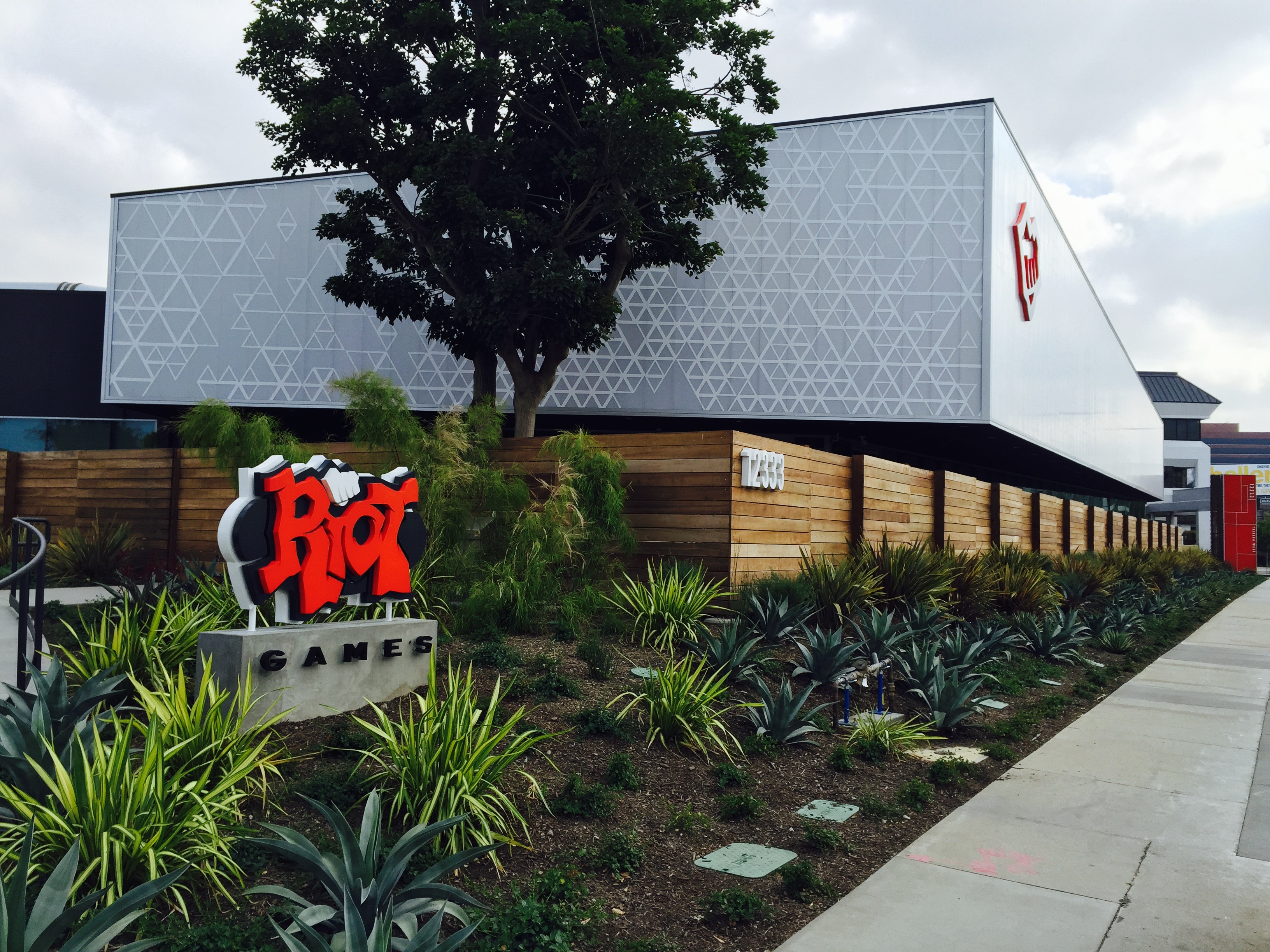
Las oficinas principales de Riot Games en West Los Angeles, California.

Riot Games se trasladó a un nuevo edificio en un campus de 20 acres (8 hectáreas) en West Los Angeles en 2015. En marzo de 2016, Riot Games adquirió Radiant Entertainment, otro desarrollador que estaba trabajando en Rising Thunder y Stonehearth en ese momento. Rising Thunder fue cancelado luego de la adquisición, con el equipo del juego asignado a un nuevo proyecto. El 13 de octubre de 2017, Beck y Merrill anunciaron que volvían su atención al desarrollo de juegos, con el objetivo de crear nuevas experiencias para jugadores de videojuegos y deportes electrónicos. Beck y Merrill entregaron las operaciones diarias y la administración general del equipo de League of Legends a tres empleados veteranos: Dylan Jadeja, Scott Gelb y Nicolo Laurent, que anteriormente se desempeñó como director financiero (CFO), director de tecnología (CTO) y presidente, respectivamente. Posteriormente, Gelb y Laurent asumieron los roles de director de operaciones (COO) y director ejecutivo (CEO), respectivamente, mientras que Beck y Merrill se convirtieron en los presidentes de Riot Games. A mayo de 2018, Riot Games emplea a 2500 personas, que operan 24 oficinas en todo el mundo.
En octubre de 2019, Riot Games anunció varios videojuegos nuevos: una versión de League of Legends para dispositivos móviles y consolas llamada League of Legends: Wild Rift, una versión móvil independiente del modo Teamfight Tactics de League of Legends y el juego de cartas coleccionables digitales. titulado Legends of Runeterra, cuyos lanzamientos estaban programados para 2020. La empresa también mostró brevemente otros juegos, el shooter táctico Valorant (bajo el nombre en clave Proyecto A), el juego de lucha 2XKO (como Proyecto L) y el Proyecto F. No se dieron detalles de los dos últimos aparte de descripciones de su género de videojuegos correspondiente.
En diciembre de 2019, Riot Games anunció Riot Forge, un sello editorial encabezado por Leanne Loombe. El sello editorial se asocia con estudios de desarrollo de videojuegos más pequeños para la creación de videojuegos de League of Legends, con algunos juegos de este tipo ya en desarrollo. En The Game Awards 2019 se anunciaron dos títulos de Riot Forge: Ruined King: A League of Legends Story de Airship Syndicate, y Convergence: A League of Legends Story de Double Stallion Games. Otra división, Riot Tabletop, se anunció en enero de 2020 para producir juegos de mesa; el primero fue Tellstones: King's Gambit, lanzado en 2020.
Riot adquirió Hypixel Studios en abril de 2020, en el que habían estado invirtiendo durante los dieciocho meses anteriores para ayudarlos a publicar Hytale, un videojuego sandbox basado en vóxeles. También en abril, Riot anunció planes para establecer una oficina en Singapur a finales de ese año. Riot Games Singapore apoyará los títulos existentes de Riot y se centrará principalmente en el desarrollo de los títulos más nuevos de la empresa. Jason Bunge fue contratado como director de marketing de Riot Games en octubre de 2020.

## Deportes electrónicos

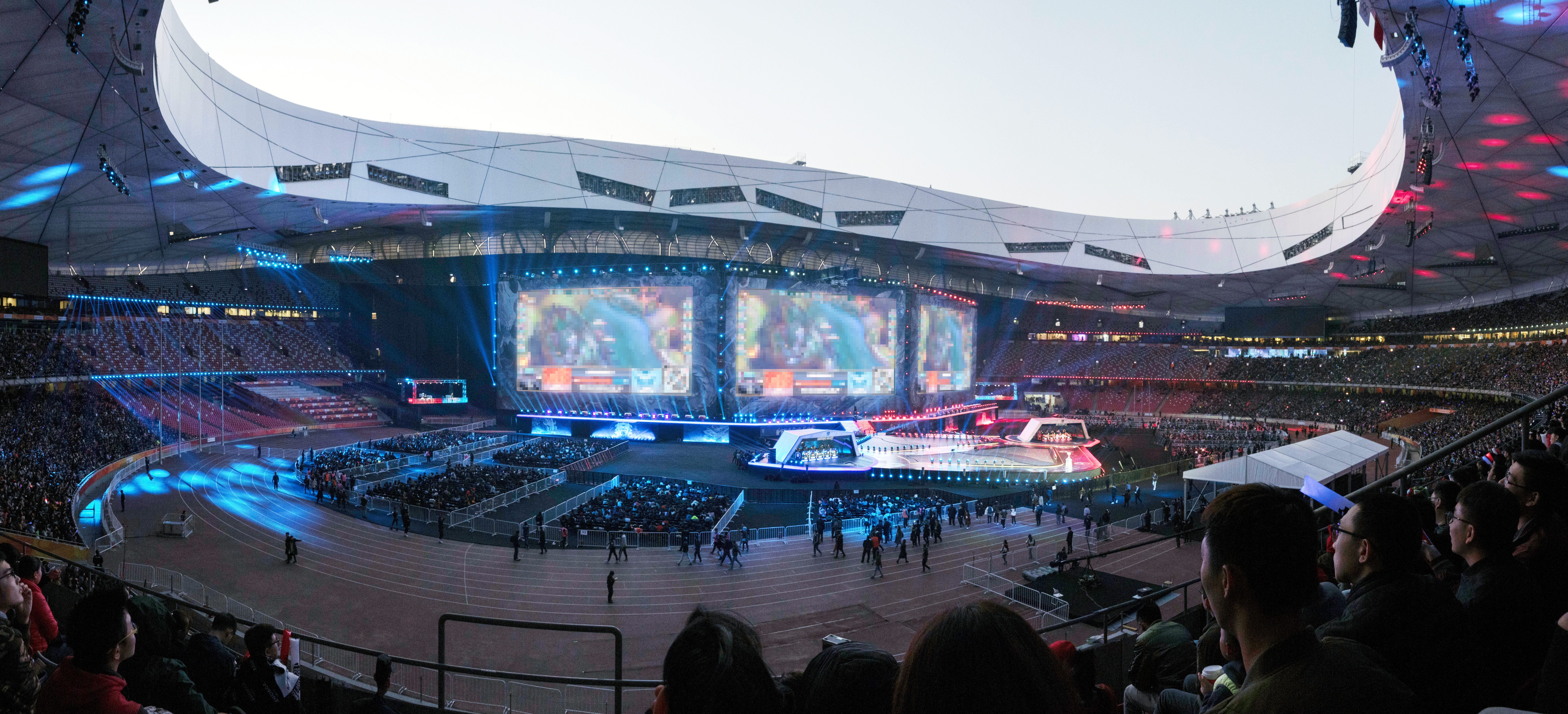
El escenario para la final del 2017 League of Legends World Championship entre SK Telecom T1 y Samsung Galaxy en el Estadio Nacional de Pekín

Riot Games opera ligas de deportes electrónicos en todo el mundo. Esto incluye la League of Legends Championship Series, que comprende ligas en América del Norte En total, hay más de 100 equipos en las 14 ligas regionales de Riot Games en todo el mundo. Los equipos compiten en el transcurso de una temporada separada en dos divisiones estacionales. Los equipos ganan puntos de campeonato para clasificarse para dos grandes competiciones internacionales: el Mid-Season Invitational y el Campeonato Mundial de League of Legends. El Campeonato Mundial de Riot Games es el torneo profesional anual al final de cada temporada.
Durante 2010 y 2011, el equipo de Riot Games desarrolló nuevo contenido para League of Legends; fue durante este tiempo que la empresa se dio cuenta de que a la gente no solo le gustaba jugar League of Legends, sino que también le gustaba ver las partidas. Como resultado, Riot Games estableció sus propias ligas de deportes electrónicos de League of Legends que producen transmisiones semanales y crean un cronograma de juego profesional. Tras el primer evento del campeonato mundial de Riot Games en 2011, durante un pequeño evento en una conferencia en Suecia, la empresa decidió convertir sus torneos en eventos deportivos profesionales. Invirtió en equipos de transmisión, contrató productores de programación deportiva y jugadores profesionales entrenados para estar "listos para la televisión". En 2012, Riot Games celebró su torneo en el Galen Center de la Universidad del Sur de California, ofreciendo 1 millón de dólares en premios. Desde entonces, Riot Games ha celebrado torneos en diversos lugares del mundo, como Berlín, Pekín, Seúl, el Madison Square Garden en la ciudad de Nueva York y el Staples Center en Los Ángeles.
La empresa vende patrocinios corporativos, mercancías y derechos de transmisión para sus ligas de deportes electrónicos. En 2015, los inversores compraron participaciones en equipos y comenzaron a construir sus propios equipos. Entre los propietarios de los equipos en las ligas de Riot Games se encuentran los propietarios de los Washington Wizards, Cleveland Cavaliers, Houston Rockets, Golden State Warriors, Philadelphia 76ers, Los Angeles Dodgers, el cofundador de AOL Steve Case y el orador motivacional  Tony Robbins. La revista Inc. citó el crecimiento de las ligas y la propiedad de alto perfil como parte de su razonamiento para hacer de Riot Games su Compañía del Año de 2016. Tras los debates sobre si los jugadores profesionales y entrenadores deberían tener una mayor participación en los ingresos de deportes electrónicos de Riot Games y las preocupaciones sobre la empresa que realiza cambios en el juego antes de los partidos, la compañía emitió una carta abierta en 2016 prometiendo mayores ingresos y más colaboración con equipos profesionales. En 2017, Riot Games celebró el Campeonato Mundial de League of Legends en China, con las finales siendo celebradas en Pekín. El mismo año, la empresa anunció que iba a franquiciar su serie de diez equipos del North American League of Legends Championship, con el costo de al menos 10 millones de dólares para ingresar.
Riot Games no permite la expresión de opiniones personales sobre lo que considera temas delicados (incluida la política y la religión) durante sus eventos de deportes electrónicos transmitidos en vivo.

## Respuesta a la invasión rusa de Ucrania
Después de que Rusia lanzara una invasión de Ucrania en febrero de 2022, Riot Games no se retiró del mercado ruso después de ser solicitado por el político ucraniano Mykhailo Fedorov. En marzo de 2022, Riot donó los ingresos de las pases de batalla vendidos en varios de sus juegos, así como las ganancias de algunos artículos dentro del juego, a organizaciones de ayuda humanitaria que operaban en Ucrania. Según Riot, estas donaciones totalizaron 5,4 millones de dólares.

## Juegos
| Año  | Título                       | Género(s)                              | Plataforma(s)                                      | Notas | Ref(s)        |
| ---- | ---------------------------- | -------------------------------------- | -------------------------------------------------- | --- | ------------- |
| 2009 | League of Legends            | MOBA                                   | macOS, Windows                                     | | [ 10 ]        |
| 2019 | Teamfight Tactics            | Auto battler                           | Android, iOS, macOS, Windows                       | | [ 28 ] [ 29 ] |
| 2020 | League of Legends: Wild Rift | MOBA                                   | Android, iOS, consolas de videojuegos por anunciar | La fecha de lanzamiento oficial es desconocida; actualmente está en beta abierta en varias regiones.                                                         | [ 28 ] [ 29 ] |
| 2020 | Legends of Runeterra         | Juego de cartas coleccionables digital | Android, iOS, Windows                              | | [ 28 ] [ 29 ] |
| 2020 | Valorant                     | Disparos en primera persona            | Windows                                            | Inicialmente anunciado con el nombre clave Proyecto A. | [ 51 ]        |
| 2025 | 2XKO                         | Lucha                                  | PlayStation 5, Xbox Series X/S, Windows            | Conocido previamente como Proyecto L. | [ 52 ]        |
| TBA  | LoL Esports Manager          | Simulación                             | Android, iOS, Windows                              | | [ 53 ] [ 54 ] |
| TBA  | Proyecto F                   | Rol de acción, hack and slash          | TBA                                                | | [ 29 ]        |
| TBA  | Desconocido                  | MMORPG                                 | TBA                                                | El vicepresidente de IP y entretenimiento de Riot anunció a través de Twitter que un MMO basado en la IP de League of Legends estaba en desarrollo temprano. | [ 55 ] [ 56 ] |

### Minijuegos
| Año  | Título                    | Género(s)     | Plataforma(s) | Desarrollador(es) |
| ---- | ------------------------- | ------------- | ------------- | ----------------- |
| 2013 | Astro Teemo               | Arcade        | Navegador     | Pure Bang Games   |
| 2014 | Cho'Gath Eats the World   | Arcade        | Navegador     | Pure Bang Games   |
| 2015 | Blitzcrank's Poro Roundup | Arcade        | Android, iOS  | Pure Bang Games   |
| 2017 | Ziggs Arcade Blast        | Arcade        | Windows       | Riot Games        |
| 2018 | Star Guardian: Insomnia   | Matamarcianos | Windows       | Riot Games        |
| 2018 | Project.execute           | Matamarcianos | Windows       | Riot Games        |
| 2018 | Super Zac Ball            | Deportes      | Windows       | Riot Games        |

### Juegos de Riot Forge
Se trata de juegos en los que Riot Games actúa como editor pero cuyo desarrollo ha sido realizado por un estudio externo. Actualmente, todos los juegos ya no recibiran actualizaciones y no se esperan mas juegos por parte de Riot Forge. 
| Año  | Título         | Desarrollador     | Género(s)            | Plataforma(s)                                                                                        | Notas                                        | Ref(s)               |
| ---- | -------------- | ----------------- | -------------------- | --- | -------------------------------------------- | -------------------- |
| 2021 | Ruined King    | Airship Syndicate | Rol                  | Microsoft Windows, Nintendo Switch, PlayStation 4 y Xbox One                                         | Situado en el universo de League of Legends. | [ 58 ] [ 59 ] [ 60 ] |
| 2021 | Hextech Mayhem | Choice Provisions | Ritmo                | Microsoft Windows, Nintendo Switch y Netflix Games                                                   | Situado en el universo de League of Legends. | [ 60 ]               |
| 2022 | Convergence    | Double Stallion   | Plataforma de acción | Microsoft Windows                                                                                    | Situado en el universo de League of Legends. | [ 60 ]               |
| 2022 | Song of Nunu   | Tequila Works     | Aventura             | Microsoft Windows, Nintendo Switch, PlayStation 5, PlayStation 4, Xbox One, Xbox Series X y Series S | Situado en el universo de League of Legends. | [ 60 ]               |
| 2023 | The Mageseeker | Digital Sun       | Rol, Acción          | Microsoft Windows, Nintendo Switch, PlayStation 5, PlayStation 4, Xbox One, Xbox Series X y Series S | Situado en el universo de League of Legends. |                      |

### Juegos de mesa
En octubre de 2016, Riot Games lanzó Mechs vs. Minions, un juego de mesa cooperativo basado en League of Legends. El primer juego de mesa de Riot bajo Riot Tabletop fue Tellstones: King's Gambit, un juego de farol para dos o cuatro jugadores, lanzado en 2020.

## Críticas y controversias

### Alegatos por discriminación de género y acoso sexual
Durante la primera mitad de 2018, Kotaku habló con 28 empleados antiguos y actuales en Riot Games, varios de los cuales afirmaron que las empleadas de Riot estaban siendo discriminadas. Por ejemplo, algunos notaron que las ideas de las empleadas se pasaron por alto, mientras que las mismas ideas de los empleados masculinos se aceptaron fácilmente, y algunas empleadas fueron preparadas para puestos más altos solo para ser rechazadas por un nuevo empleado masculino. Estos empleados describieron el entorno laboral de Riot como una "cultura de hermanos". Otras acusaciones incluyeron recibir imágenes de genitales masculinos de colegas y jefes, un hilo de correo electrónico que especula sobre cómo sería penetrar a una empleada y una lista compartida entre miembros del personal senior que detalla con qué empleadas se acostarían. Kotaku especuló que esto provenía de la historia de Riot de atender generalmente a jugadores "centrales" tanto en productos como en prácticas de contratación, lo que haría que la empresa favoreciera a los empleados masculinos sobre las mujeres.
Algunos empleados de Riot a los que entrevistó Kotaku afirmaron que estas acusaciones no eran ciertas o que ya estaban siendo abordadas; por ejemplo, según la directora de la plataforma, Oksana Kubushyna, los esfuerzos para mejorar el proceso de contratación para que sea más diverso e inclusivo con las mujeres habían comenzado unos nueve meses antes de la publicación del artículo. El líder de comunicaciones corporativas de Riot Games, Joe Hixson, reconoció los problemas y dijo que no se alineaban con los valores fundamentales de Riot. Además, dijo que todos los empleados de Riot deben ser responsables del entorno laboral.
En la semana posterior al artículo de Kotaku, varios desarrolladores más actuales y anteriores se acercaron para hablar sobre sus propias experiencias en Riot, que incluyeron denuncias de acoso sexual y misgendering. En una declaración a Gamasutra, Hixson declaró que la empresa estaba tomando medidas basadas en la historia y su respuesta. Explicó que, con respecto a las denuncias de mala conducta por parte de ejecutivos de alto nivel en Riot Games, la antigüedad de las personas no tendría ningún impacto en los procedimientos disciplinarios. A finales de agosto de 2018, Riot reveló que estaban implementando siete "primeros pasos" para cambiar la cultura interna de la empresa a la luz de los problemas planteados, incluida una prioridad de una "Iniciativa de cultura y diversidad e inclusión". Para ayudar a implementarlos, Riot contrató a Frances X. Frei como asesora principal de diversidad, liderazgo y estrategia.
Como respuesta al artículo de Kotaku, Riot Games ofreció una sesión en el PAX West de 2018 para futuros desarrolladores de videojuegos con un panel y sesiones individuales para revisar currículums; la sesión solo admitió mujeres y personas no binarias. Los miembros de las comunidades de juegos de Riot expresaron su indignación por la exclusión de los hombres, mientras que los empleados de Riot defendieron la decisión, ya que ese apoyo exclusivo de género era necesario para corregir la naturaleza dominada por los hombres del desarrollo de videojuegos. Algunos de los comentarios hacia Riot incluyeron acoso y amenazas. En respuesta a un tiroteo en un torneo de videojuegos en Jacksonville, Florida en agosto de 2018, Riot planeó aumentar la seguridad en sus próximos eventos. Dos empleados de Riot intentaron abordar los comentarios del evento PAX, lo que provocó que uno fuera despedido y el otro abandonara la empresa; Riot declaró que estas salidas eran independientes de su Iniciativa de Diversidad.
En diciembre de 2018, el director ejecutivo de Riot, Nicolo Laurent, envió un correo electrónico a todos los empleados indicando que, tras la investigación interna de la empresa, su director de operaciones, Scott Gelb, fue suspendido durante dos meses sin paga por mala conducta en el lugar de trabajo y tomaría clases de capacitación antes de su regreso. Riot le dijo a Kotaku que todavía estaban investigando otros casos, pero que no involucraban a personas tan importantes como Gelb y, por lo tanto, no discutirían estos casos públicamente. En enero de 2019, Riot actualizó los valores de la empresa en su sitio web, la primera vez desde 2012, para reflejar la aparente "cultura de hermanos" mencionada en el informe de Kotaku, y en febrero de 2019, Riot Games contrató a Angela Roseboro como directora de diversidad de la empresa para ayudar aún más a mejorar su cultura.
Aproximadamente tres meses después de la historia de Kotaku, un empleado actual y un ex empleado de Riot entabló una demanda contra la empresa, afirmando que la empresa incurría en discriminación de género en relación con su salario y posición, y que la empresa había creado un lugar de trabajo "sexualmente hostil". La demanda busca calificarse como acción de clase y que los daños se basen en salarios impagos, daños y otros factores que se determinarán en el juicio. Otros tres empleados realizaron sus propias demandas contra Riot Games en los meses siguientes. Riot Games intentó que dos de las demandas fueran desestimadas en abril de 2019, citando que las dos demandantes de estas demandas, cuando fueron contratadas, habían acordado un arbitraje de terceros en lugar de emprender acciones judiciales. Internamente, varios empleados de Riot amenazaron con retirarse, una idea que había existido desde el primer artículo de Kotaku, ya que junto con la coacción para usar el arbitraje, estos empleados sentían que Riot aún no había mejorado su transparencia en los procesos y, por lo demás, había continuado reteniendo a Gelb a pesar de su suspensión.
Se había llegado a un acuerdo propuesto en la acción de clase en agosto de 2019, que incluiría al menos 10 millones de dólares en daños a las mujeres que habían sido empleadas en Riot Games durante los cinco años anteriores. Los representantes de los demandantes indicaron que pensaban que conduciría a un cambio, mientras que Riot dijo que había otros problemas que no estaban cubiertos por la demanda y que también tenían la intención de resolver los problemas no reconocidos.
El Departamento de Vivienda y Empleo Justo de California (DFEH, por sus siglas en inglés) había estado investigando denuncias de discriminación de género en Riot Games desde octubre de 2018. En junio de 2019, DFEH anunció que Riot había negado proporcionarles los documentos solicitados y estaba buscando acciones para obtener estos documentos, aunque Riot respondió diciendo que cumplieron con todas las solicitudes del DFEH. Al recibir la noticia del acuerdo, el Departamento presentó una demanda ante el tribunal que decía que creían que el acuerdo era demasiado bajo, estimando que la demanda podría haber tenido un valor de hasta 400 millones de dólares. La División de Cumplimiento de Normas Laborales del estado también presentó una queja, creyendo que el acuerdo liberaría a Riot de las responsabilidades laborales que habían surgido en la demanda. Ambas denuncias instaron al tribunal a rechazar el acuerdo propuesto. Riot desestimó el mayor valor del DFEH a la demanda y negó los cargos planteados por el DFEH de que se había coludido con el abogado de la demanda para reducir la cantidad que pagarían a través del acuerdo.
Como resultado de las conclusiones de los departamentos del estado de que los términos del acuerdo deberían haber sido valorados más alto, los demandantes retiraron el acuerdo propuesto por 10 millones de dólares y abandonaron a su asesor legal original, incorporando nuevos abogados que habían estado involucrados en juicios anteriores relacionados con el movimiento Me Too en febrero de 2020. En respuesta, Riot dijo que encontraron la cifra de 10 millones de dólares «justa y adecuada dadas las circunstancias» después del análisis, pero que seguían comprometidos a llegar a una resolución.
Riot y Laurent fueron demandados por el ex asistente de Laurent en febrero de 2021 por cargos de discriminación sexual, que incluían lenguaje inapropiado y maltrato laboral.

#### Disputa por cláusulas de arbitraje forzoso
Riot Games también ha sido criticada por sus empleados por exigir el uso del arbitraje forzoso en sus contratos de trabajo como resultado de la demanda por discriminación de género. Riot permitió a los empleados hablar de forma anónima con la prensa e indicó su intención de utilizar las reuniones del ayuntamiento y las discusiones de grupos más pequeños con Roseboro y los empleados para determinar acciones futuras. Riot también se comprometió a eliminar el arbitraje obligatorio en los contratos de nuevos empleados y posiblemente en los existentes una vez que se haya resuelto el litigio actual. Además, Riot estableció un plan de 90 días a partir de mayo de 2019 para continuar abordando problemas internos relacionados con la diversidad y la inclusión. A pesar de esto, más de cien empleados de Riot realizaron una huelga el 6 de mayo de 2019, exigiendo que Riot pusiera fin al arbitraje forzoso también para todos los empleados pasados y actuales. Aproximadamente dos semanas después de la huelga, Riot revirtió su posición y dijo que no cambiarán el arbitraje forzoso en los acuerdos existentes mientras el litigio actual contra la empresa esté en curso.

### Otras

#### George Floyd
En junio de 2020, Ron Johnson, director global de productos de consumo de Riot Games, compartió una publicación en Facebook que afirmaba que la policía había matado a George Floyd «debido a su estilo de vida criminal». Posteriormente, la empresa concedió a Johnson una licencia para realizar una investigación, tras lo cual Ron dimitió de la empresa.

#### Patrocinio con la ciudad de Arabia Saudí
Riot había anunciado una asociación planificada con la ciudad en desarrollo de Neom en Arabia Saudita en julio de 2020, para el patrocinio de la próxima League of Legends European Championship series. Poco después del anuncio, los fanáticos del juego, así como los empleados de Riot, criticaron a la empresa en las redes sociales y sus canales de transmisión por la asociación, y citaron el historial de Arabia Saudita en derechos humanos y los violentos intentos de desalojar a la tribu Howeitat del área durante la construcción de la ciudad. Riot canceló la asociación a los pocos días en respuesta, se disculpo al decir  que la asociación había sido apresurada.

#### Marketing utilizando las luchas de salud mental de un personaje
Riot Games recibió críticas por comercializar un nuevo personaje de League of Legends al crear una cuenta de Twitter del personaje, en la que aludían a sus luchas con su salud mental, incluida la baja autoestima, la ansiedad y el síndrome del impostor. Algunos escribieron que la cuenta era un intento de engañar a los jugadores para que se sintieran cercanos a ella en un intento de publicidad. El director creativo Patrick Morales dijo que, aunque estaba «orgulloso» de los miembros del equipo que trabajaron en la campaña, tuvo un «impacto involuntario fuera de la narrativa que queríamos contar».

#### Respuesta a la invasión rusa de Ucrania en 2022
Durante la invasión rusa de Ucrania en 2022, Riot Games se negó a unirse a la comunidad internacional y a retirarse del mercado ruso. Una investigación de la Universidad de Yale actualizada el 28 de abril de 2022 en la que se identificaba cómo reaccionaban las empresas a la invasión rusa identificó a Riot Games en su peor categoría, con la nota «sigue operando en Rusia y vendiendo a este país».

## Litigios
En 2017, Riot Games presentó una demanda contra Moonton Technology Co., el desarrollador del juego móvil Mobile Legends: Bang Bang, debido a una infracción de derechos de autor, citando similitudes entre Mobile Legends y League of Legends. El caso fue inicialmente sobreseído en California debido al forum non conveniens. Tencent, en nombre de Riot Games, presentó una nueva demanda en un tribunal chino, que falló a favor de Tencent en julio de 2018, otorgándole 2,9 millones de dólares en daños.
En octubre de 2019, Riot Games presentó una demanda contra Riot Squad Esports LLC, una organización de deportes electrónicos con sede en Chicago fundada en marzo de 2019, alegando que Riot Squad infringió intencionalmente la marca registrada "Riot" de Riot Games.